# John Caesar
John Black Caesar, kurz Black Caesar genannt, (* 1763, vermutlich Madagaskar; † 15. Februar 1796, Strathfield, New South Wales in Australien) war der erste schwarzafrikanische Sträfling, der mit der First Fleet in die Sträflingskolonie Australien deportiert wurde. Er ist auch der erste Bushranger, der in die Geschichte Australien einging.
John Caesar arbeitete im Jahr 1786 als Diener in der Pfarrgemeinde von St. Paul in Deptford in England. Wegen eines Diebstahls von £12 wurde er zu einer siebenjährigen Haft verurteilt. Zunächst wurde er auf dem Gefängnisschiff Ceres eingekerkert und später außer Landes transportiert. Am 26. Januar 1788 kam er auf der Alexander, einem der englischen Sträflingstransportschiffe der First Fleet, in der neu zu gründenden Sträflingskolonie Australien in Port Jackson an.
In der Kolonie galt er zunächst als ein kräftiger, zupackender und gehorsamer Sträfling. Am 29. April 1789 wurde John Caesar erneut wegen Diebstahls zu einer lebenslangen Deportation verurteilt. Zwei Wochen später stahl er Waffen und flüchtete ins unwegsame Gelände um Port Jackson. Gefasst wurde er 6. Juni 1789 und musste, in Ketten gelegt, arbeiten. Später nahm man ihm allerdings die Ketten wieder ab. Am 22. Dezember 1789 stahl er eine Waffe und ein Kanu und flüchtete erneut. Diese Flucht nahm am 31. Januar 1790 ihr Ende, als er sich, nach einer Verwundung durch einen Speer der Aborigines, stellte.
Am 4. März 1790 wurde er auf der HMS Supply auf die Norfolkinsel transportiert, auf der eine weitere Sträflingskolonie gegründet werden sollte. Dort stellte er einen Antrag auf Strafbefreiung. Am 1. Juli 1791 ließ er sich bei Queensborough nieder. Er erhielt von der kolonialen Verwaltung Unterstützung und ihm wurde Land in der Größe von 0,4 Hektar überlassen. Er sollte nun drei Tage die Woche arbeiten. Mit Ann(e) Power, die auf der Lady Juliana, einem berüchtigten Schiff der Second Fleet, im Jahr 1790 in der Sträflingskolonie ankam, hatte er eine gemeinsame Tochter. Diese kam am 4. März 1792 zur Welt. 12 Monate danach verließ John Caesar seine Frau und seine Tochter und kehrte nach Port Jackson zurück. Dort flüchtete er im Juli 1794 erneut und wurde kurz darauf verhaftet. Am Ende der Haft verkündete er, dass er sich nicht bessern werde.
Im späten 1795er Jahr war er an der Strafexpedition gegen den Aborigine Pemulwuy beteiligt, den Führer des Aufstands der Daruk. Pemulwuy kämpfte gegen die englische Besetzung ihres angestammten Landes.
Im Dezember 1795 flüchtete Caesar erneut und wurde zum ersten australischen Buschranger. Er führte im Gebiet von Port Jackson eine Gruppe geflohener Häftlinge an, die dort vagabundierten und sich außerhalb der kolonialen Gesetze bewegten. Am 29. Januar 1796 setzte Gouverneur John Hunter einen Preis auf seine Gefangennahme aus. Am 15. Februar 1796 erschoss ihn John Wimbow auf den Liberty Plains (heute Strathfield).